# Salzkammergut
Salzkammergut és un districte muntanyós d'Àustria, de 650 km² de superfície a la zona de l'Alta Àustria, Salzburg i Estíria, travessat pels Alps calcaris de Salzburg. El seu nom prové dels dipòsits salins de la regió, explotats des de l'edat del bronze. Rep el nom de "Suïssa Austríaca" per la bellesa i tipisme de les seves valls. El 1997, el paisatge cultural de Hallstatt-Dachstein/Salzkammergut va ser declarat Patrimoni de la Humanitat per la UNESCO.